# جاك ستيفنز (لاعب كرة سلة)
جاك ستيفنز (18 مايو 1933 بشيكاغو في الولايات المتحدة - 31 أغسطس 2011 ببيوريا في الولايات المتحدة) (بالإنجليزية: Jack Stephens)‏ هو لاعب كرة سلة أمريكي في مركز هجوم خلفي. لعب مع أتلانتا هوكس.

## وصلات خارجية
- جاك ستيفنز على موقع إن بي أي (الإنجليزية)
- جاك ستيفنز على موقع سبورتس رفرنس (الإنجليزية)
- جاك ستيفنز على موقع كلية كرة السلة في سبورتس رفرنس.كوم (الإنجليزية)
- جاك ستيفنز على موقع ريلجم (الإنجليزية)
- جاك ستيفنز على موقع بروبوليرز (الإنجليزية)